# George Calvert (1768-1838)
George Calvert (Mount Airy, 2 febbraio 1768 – Riverdale Park, 28 gennaio 1838) è stato un politico statunitense.

## Biografia
George Calvert è nato nella casa di piantagione di suo padre a Mount Airy, figlio più giovane di Benedict Swingate Calvert, che era figlio illegittimo di Charles Calvert, V barone Baltimora, e di sua cugina Elizabeth Calvert.

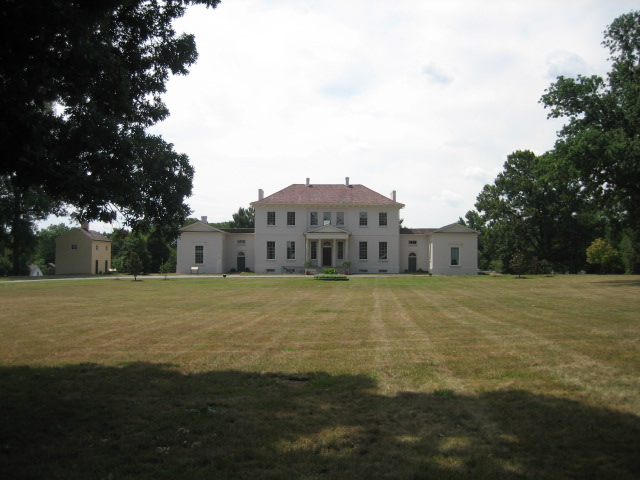
piantagione di Riversdale.

Calvert ha vissuto nella piantagione di Riversdale, conosciuta anche come la Calvert Mansion, una dimora in stile georgiano di cinque piani su larga scala, costruita tra il 1801 e il 1807. È stata designata nel National Historic Landmark nel 1997.

## Matrimonio
Sposò, l'11 giugno 1799, Rosalie Stier (1778-1821), figlia di Henri-Joseph Stier. La moglie tenne una raccolta di lettere, intitolata Mistress of Riversdale, The Plantation Letters of Rosalie Stier Calvert, che sono state pubblicate dalla Johns Hopkins University Press nel 1991, edite da Margaret Law Callcott. Le lettere vanno dal 1795 al 1821 e raccontano della vita della famiglia durante gli eventi che hanno portato alla guerra del 1812. 
Ebbero nove figli:
- Caroline Maria Calvert (15 luglio 1800-25 novembre 1842), sposò Thomas Willing Morris[2];
- George Henry Calvert (1803-1889)[3][2];
- Marie Louise Calvert (1804-1809)[2];
- Rosalie Eugenia Calvert (19 ottobre 1806-6 maggio 1845), sposò Charles Henry Carter[2];
- Charles Benedict Calvert (1808-1864)[2][4];
- Henry Joseph Albert Calvert (1810-1820);
- Marie Louise Calvert (1812-1813)[2];
- Julia Calvert (31 gennaio 1814-8 giugno 1888), sposò Richard Henry Stuart[2];
- Amelia Isabella Calvert (1817-1820)[2].

## Politica
Nel 1816 Calvert è stato avvicinato dai federalisti del Maryland che gli hanno chiesto di correre come candidato federalista a governatore del Maryland. Calvert discendeva da una lunga fila di politici; i suoi antenati avevano governato la provincia del Maryland. Tuttavia fu persuaso a dedicare le proprie energie al benessere economico della sua famiglia. Al suo posto venne eletto Charles Carnan Ridgely.

## Ascendenza
|                                     |   |               | Genitori                         |  |  | Nonni |  |  | Bisnonni                              |  |  | Trisnonni                             |  |
|                                     |   |               |                                  |  |  |       |  |  | Benedict Calvert, IV barone Baltimore |  |  | Charles Calvert, III barone Baltimore |  |
|                                     |   |               |                                  |  |  |       |  |  | Benedict Calvert, IV barone Baltimore |  |  | Charles Calvert, III barone Baltimore |  |
|                                     |   | Jane Lowe     |                                  |  |  |       |  |  | Benedict Calvert, IV barone Baltimore |  |  |                                       |  |
| Charles Calvert, V barone Baltimore |   |               |                                  |  |  |       |  |  | Benedict Calvert, IV barone Baltimore |  |  |                                       |  |
|                                     |   | Charlotte Lee | Edward Lee, I conte di Lichfield |  |  |       |  |  |                                       |  |  |                                       |  |
|                                     |   | Charlotte Lee | Edward Lee, I conte di Lichfield |  |  |       |  |  |                                       |  |  |                                       |  |
|                                     |   | Charlotte Lee | Charlotte Fitzroy                |  |  |       |  |  |                                       |  |  |                                       |  |
| Benedict Swingate Calvert           |   | Charlotte Lee |                                  |  |  |       |  |  |                                       |  |  |                                       |  |
|                                     |   | …             | …                                |  |  |       |  |  |                                       |  |  |                                       |  |
|                                     |   | …             | …                                |  |  |       |  |  |                                       |  |  |                                       |  |
|                                     |   | …             | …                                |  |  |       |  |  |                                       |  |  |                                       |  |
| [ 6 ]                               |   | …             |                                  |  |  |       |  |  |                                       |  |  |                                       |  |
|                                     |   | …             | …                                |  |  |       |  |  |                                       |  |  |                                       |  |
|                                     |   | …             | …                                |  |  |       |  |  |                                       |  |  |                                       |  |
|                                     |   | …             | …                                |  |  |       |  |  |                                       |  |  |                                       |  |
| George Calvert                      |   | …             |                                  |  |  |       |  |  |                                       |  |  |                                       |  |
|                                     | … | …             |                                  |  |  |       |  |  |                                       |  |  |                                       |  |
|                                     | … | …             |                                  |  |  |       |  |  |                                       |  |  |                                       |  |
|                                     | … | …             |                                  |  |  |       |  |  |                                       |  |  |                                       |  |
| Charles Calvert                     | … |               |                                  |  |  |       |  |  |                                       |  |  |                                       |  |
|                                     |   | …             | …                                |  |  |       |  |  |                                       |  |  |                                       |  |
|                                     |   | …             | …                                |  |  |       |  |  |                                       |  |  |                                       |  |
|                                     |   | …             | …                                |  |  |       |  |  |                                       |  |  |                                       |  |
| Elizabeth Calvert                   |   | …             |                                  |  |  |       |  |  |                                       |  |  |                                       |  |
|                                     |   | John Gerard   | Thomas Gerard                    |  |  |       |  |  |                                       |  |  |                                       |  |
|                                     |   | John Gerard   | Thomas Gerard                    |  |  |       |  |  |                                       |  |  |                                       |  |
|                                     |   | John Gerard   | Susannah Snowe                   |  |  |       |  |  |                                       |  |  |                                       |  |
| Rebecca Gerard                      |   | John Gerard   |                                  |  |  |       |  |  |                                       |  |  |                                       |  |
|                                     |   | Elizabeth     | …                                |  |  |       |  |  |                                       |  |  |                                       |  |
|                                     |   | Elizabeth     | …                                |  |  |       |  |  |                                       |  |  |                                       |  |
|                                     |   | Elizabeth     | …                                |  |  |       |  |  |                                       |  |  |                                       |  |
|                                     |   | Elizabeth     |                                  |  |  |       |  |  |                                       |  |  |                                       |  |